# Pacific Overtures
Pacific Overtures är en musikal av Stephen Sondheim från 1976, som handlar om när Japans gränser öppnades av kommendörkapten Matthew Calbraith Perry 1853 genom kanonbåtsdiplomati. Den hade urpremiär på Winter Garden på Broadway 11 januari 1976 och gick upp i London 2003 och åter på Broadway 2004.
Titeln har flera tolkningar: Pacific kan syfta på Stilla havet eller betyda "fredlig", medan Overtures kan läsas som "ouvertyr" eller "öppnande".